# Mistrzostwa Świata w Hokeju na Lodzie Kobiet 2024
26. Mistrzostwa Świata w Hokeju na Lodzie Kobiet 2024 organizowane przez IIHF rozgrywane były na siedmiu poziomach turnieju. Zawody byli jednocześnie kwalifikacją do następnego turnieju.

## Elita
W tej części mistrzostw uczestniczyło 10 najlepszych reprezentacji na świecie. System rozgrywania meczów był inny niż w niższych dywizjach. Najpierw wszystkie drużyny uczestniczyły w fazie grupowej, podzielone na dwie grupy. Z grupy A wszystkie zespoły awansowały do ćwierćfinału, natomiast z grupy B trzy najlepsze ekipy zagrały w 1/4 finału. Dwie najsłabsze drużyny spadły do Dywizji I, Grupy A. Mecze zostały rozegrane w dniach od 3–14 kwietnia 2024 roku w Utica.
Tabela końcowa turnieju
| Msc. | Reprezentacja     |
| ---- | ----------------- |
|      | Kanada            |
|      | Stany Zjednoczone |
|      | Finlandia         |
| 4    | Czechy            |
| 5    | Szwajcaria        |
| 6    | Niemcy            |
| 7    | Szwecja           |
| 8    | Japonia           |
| 9    | Chiny             |
| 10   | Dania             |

     = spadek do Dywizji I, Grupy A

## Dywizja I
Grupa A Dywizji I jest drugą klasą mistrzowską, z której dwie pierwsze drużyny uzyskały awans do Elity, a ostatni zespół został zdegradowany do Grupy B Dywizji I. Grupa B Dywizji I jest trzecią klasą mistrzowską. Jej zwycięzca awansował do Dywizji I, Grupy A, zaś ostatnia drużyna spadła do Dywizji II, Grupy A.

### Grupa A
Mistrzostwa Świata Dywizji I, Grupy A zostały rozegrane w dniach od 21 do 27 kwietnia 2024 roku w austriackim Klagenfurcie.
Tabela końcowa turnieju
| Lp. | Zespół           | M | Pkt | Z | Zd | Pd | P | G+ | G- | +/− |
| --- | ---------------- | - | --- | - | -- | -- | - | -- | -- | --- |
| 1   | Norwegia         | 5 | 12  | 2 | 3  | 0  | 0 | 18 | 6  | +12 |
| 2   | Węgry            | 5 | 11  | 3 | 0  | 2  | 0 | 9  | 6  | +3  |
| 3   | Francja          | 5 | 10  | 3 | 0  | 1  | 1 | 19 | 10 | +9  |
| 4   | Austria          | 5 | 7   | 1 | 2  | 0  | 2 | 20 | 15 | +5  |
| 5   | Holandia         | 5 | 5   | 1 | 0  | 2  | 2 | 9  | 15 | −6  |
| 6   | Korea Południowa | 5 | 0   | 0 | 0  | 0  | 5 | 1  | 24 | −23 |

     = awans do elity

     = utrzymanie w Dywizji I, Grupie A

     = spadek do Dywizji I, Grupy B

### Grupa B
Mistrzostwa Świata Dywizji I Grupy B zostały rozegrane w dniach od 31 marca do 6 kwietnia 2024 roku w stolicy Łotwy, Rydze.
Tabela końcowa turnieju
| Lp. | Zespół          | M | Pkt | Z | Zd | Pd | P | G+ | G- | +/− |
| --- | --------------- | - | --- | - | -- | -- | - | -- | -- | --- |
| 1   | Słowacja        | 5 | 12  | 4 | 0  | 0  | 1 | 25 | 6  | +19 |
| 2   | Łotwa           | 5 | 10  | 3 | 0  | 1  | 1 | 16 | 15 | +1  |
| 3   | Włochy          | 5 | 9   | 3 | 0  | 0  | 2 | 13 | 8  | +5  |
| 4   | Wielka Brytania | 5 | 7   | 2 | 0  | 1  | 2 | 8  | 14 | −6  |
| 5   | Słowenia        | 5 | 5   | 1 | 1  | 0  | 3 | 10 | 16 | −6  |
| 6   | Polska          | 5 | 2   | 0 | 1  | 0  | 4 | 6  | 19 | −13 |

     = awans do Dywizji I, Grupy A

     = utrzymanie w Dywizji I, Grupie B

     = spadek do Dywizji II, Grupy A

## Dywizja II
Grupa A Dywizji II jest czwartą klasą mistrzowską, z której pierwsza drużyna uzyskała awans do Dywizji I, Grupy B, a ostatni zespół został zdegradowany do Grupy B Dywizji II. Grupa B Dywizji II jest piątą klasą mistrzowską. Jej zwycięzca awansował do Dywizji II, Grupy A, zaś ostatnia drużyna spadła do Dywizji III, Grupy A.

### Grupa A
Mistrzostwa Świata Dywizji II Grupy A zostały rozegrane w dniach od 7 do 13 kwietnia 2024 roku w andorskim Canillo.
Tabela końcowa turnieju
| Lp. | Zespół          | M | Pkt | Z | Zd | Pd | P | G+ | G- | +/− |
| --- | --------------- | - | --- | - | -- | -- | - | -- | -- | --- |
| 1   | Kazachstan      | 5 | 15  | 5 | 0  | 0  | 0 | 28 | 9  | +19 |
| 2   | Hiszpania       | 5 | 12  | 4 | 0  | 0  | 1 | 25 | 6  | +19 |
| 3   | Meksyk          | 5 | 9   | 3 | 0  | 0  | 2 | 13 | 9  | +4  |
| 4   | Chińskie Tajpej | 5 | 6   | 2 | 0  | 0  | 3 | 8  | 11 | −3  |
| 5   | Islandia        | 5 | 3   | 1 | 0  | 0  | 4 | 9  | 23 | −14 |
| 6   | Belgia          | 5 | 0   | 0 | 0  | 0  | 5 | 6  | 31 | −25 |

     = awans do Dywizji I, Grupy B

     = utrzymanie w Dywizji II, Grupie A

     = spadek do Dywizji II, Grupy B

### Grupa B
Mistrzostwa Świata Dywizji II, Grupy B zostały rozegrane w dniach od 1 do 7 kwietnia 2024 roku w tureckim Stambule.
Tabela końcowa turnieju
| Lp. | Zespół            | M | Pkt | Z | Zd | Pd | P | G+ | G- | +/− |
| --- | ----------------- | - | --- | - | -- | -- | - | -- | -- | --- |
| 1   | Korea Północna    | 5 | 14  | 4 | 1  | 0  | 0 | 30 | 4  | +26 |
| 2   | Australia         | 5 | 13  | 4 | 0  | 1  | 0 | 31 | 4  | +27 |
| 3   | Hongkong          | 5 | 6   | 2 | 0  | 0  | 3 | 10 | 10 | 0   |
| 4   | Nowa Zelandia     | 5 | 6   | 2 | 0  | 0  | 3 | 18 | 12 | +6  |
| 5   | Turcja            | 5 | 6   | 2 | 0  | 0  | 3 | 13 | 17 | −4  |
| 6   | Południowa Afryka | 5 | 0   | 0 | 0  | 0  | 5 | 1  | 56 | −55 |

     = awans do Dywizji II, Grupy A

     = utrzymanie w Dywizji II, Grupie B

     = spadek do Dywizji III, Grupy A

## Dywizja III
Grupa A Dywizji III jest szóstą klasą mistrzowską, z której pierwsza drużyna uzyskała awans do Dywizji II, Grupy B, a ostatni zespół został zdegradowany do Grupy B Dywizji III. Grupa B Dywizji III jest siódmą klasą mistrzowską. Jej zwycięzca awansował do Dywizji III, Grupy A.

### Grupa A
Mistrzostwa Świata Dywizji III, Grupy A zostały rozegrane w dniach od 11 do 17 marca 2024 roku w stolicy Chorwacji, Zagrzebiu.
Tabela końcowa turnieju
| Lp. | Zespół    | M | Pkt | Z | Zd | Pd | P | G+ | G- | +/− |
| --- | --------- | - | --- | - | -- | -- | - | -- | -- | --- |
| 1   | Ukraina   | 5 | 14  | 4 | 1  | 0  | 0 | 28 | 8  | +20 |
| 2   | Rumunia   | 5 | 12  | 4 | 0  | 0  | 1 | 20 | 11 | +9  |
| 3   | Litwa     | 5 | 8   | 2 | 1  | 0  | 2 | 15 | 11 | +4  |
| 4   | Serbia    | 5 | 7   | 2 | 0  | 1  | 2 | 12 | 19 | -7  |
| 5   | Chorwacja | 5 | 4   | 1 | 0  | 1  | 3 | 10 | 16 | -6  |
| 6   | Bułgaria  | 5 | 0   | 0 | 0  | 0  | 5 | 5  | 25 | -20 |

     = awans do Dywizji II, Grupy B

     = utrzymanie w Dywizji III, Grupie A

     = spadek do Dywizji III, Grupy B

### Grupa B
Mistrzostwa Świata Dywizji III, Grupy B zostały rozegrane w dniach od 24 do 29 marca 2024 roku w estońskim Kohtla-Järve.
Tabela końcowa turnieju
| Lp. | Zespół               | M | Pkt | Z | Zd | Pd | P | G+ | G- | +/− |
| --- | -------------------- | - | --- | - | -- | -- | - | -- | -- | --- |
| 1   | Tajlandia            | 4 | 12  | 4 | 0  | 0  | 0 | 20 | 1  | +19 |
| 2   | Estonia              | 4 | 8   | 2 | 1  | 0  | 1 | 10 | 4  | +6  |
| 3   | Izrael               | 4 | 6   | 2 | 0  | 0  | 2 | 7  | 11 | −4  |
| 4   | Singapur             | 4 | 4   | 1 | 0  | 1  | 2 | 8  | 11 | −3  |
| 5   | Bośnia i Hercegowina | 4 | 0   | 0 | 0  | 0  | 4 | 8  | 26 | −18 |

     = awans do Dywizji III, Grupy A

     = utrzymanie w Dywizji III, Grupie B